# Скатинський Йосип Кузьмич
Йосип Кузьмич Скатинський (Скотинський) (8 вересня 1882, с. Володіївка, Ямпільського повіту Подільської губернії — 15 листопада 1937, м. Сталіно) — український педагог, шевченкознавець, громадський та державний діяч.

## Біографія
Йосип Кузьмич Скотинський народився 8 вересня 1882 року в с. Володіївці Ямпільського повіту Подільської губернії (нині — село Чернівецького району Вінницької області). Батько, Кузьма Помпейович, служив псаломщиком у місцевій церкві. Йосип мав чотирьох сестер — Домініку (1879 р. н.), Серафиму (1886 р. н.), Галину (1893 р. н.), Олександру (1895 р. н.) та двох братів — Миколу (1897 р. н.) і Павла (1901 р. н.).
Закінчив Тиврівське духовне училище та Подільську духовну семінарію. У серпні 1904 року вступив до Київської духовної академії. З 1907 року був членом Київського товариства «Просвіта». Ступінь кандидиата богослов'я здобув за роботу на тему «Права та привілеї південно-руської церкви в
кінці XVII – на початку XVIII ст.».
Після закінчення Київської духовної академії вчителював на Кубані. Був останнім директором учительської семінарії в станиці Полтавській. У газеті «Рада» опублікував статтю «Швеченкові роковини в Катеринодарі» (1909, № 56). У «Кубанському педагогічному
віснику» опублікував статті російською мовою: «П. А. Куліш. Життя і творчість (до десятиріччя з дня смерті)» (1907 р.) та «Б. Д. Грінченко. Основні мотиви
творчості» (1910 р.). У армавірській газеті «Отклики Кавказа» (1916 р.) опублікував статтю російською мовою «Т. Шевченко. Соціальні мотиви творчості». Його брошура «Царі» Шевченка» – вийшла окремою брошурою українською мовою в Армавірі (1917 р.) під псевдонімом «Володовецький».
Працював заступником міністра у справах віросповідань в уряді Директорії УНР.
Був нештатним постійним співробітником Комісії Акажемії наук для складання енциклопедичного словника (1924—1928).
Заарештований НКВС 15 жовтня 1937 р. На час арешту працював вчителем у с. Попасне Красноармійського району Донецької області. Трійкою УНКВС по Донецькій обл. 15 листопада 1937 р. засуджений до розстрілу з конфіскацією майна. Вирок приведений до виконання 15 листопада 1937 р. у м. Сталіно (м. Донецьк). Реабілітований у 1957 р.